# Chrysler LeBaron
De Chrysler LeBaron (of Chrysler Imperial LeBaron) was oorspronkelijk een klassieke luxe auto van de jaren 1930 vervaardigd door Chrysler dat concurreerde met andere luxemerken van het tijdperk, zoals Lincoln en Packard.
De LeBaron is uitgegroeid tot een van de langstlopende naamplaatjes in de Chrysler-geschiedenis. De LeBaron was de luxe versie van de Imperial, tot 1975. De LeBaron werd opnieuw geïntroduceerd in 1977 als Chryslers goedkoopste model, tot 1995. Chrysler heeft de "LeBaron"-naam sindsdien toegepast op vijf verschillende generaties gebouwd door de Chrysler-divisie.

## Generaties
Er zijn vijf generaties LeBarons uitgebracht:
- De eerste generatie werd verkocht van 1977-1981. Deze was als sedan, coupé en stationwagen verkrijgbaar.
- De tweede generatie werd verkocht van 1982-1988. Deze was als sedan, coupé, stationwagen en cabriolet verkrijgbaar.
- De derde generatie werd verkocht van 1985-1989. Dit was een hatchback.
- De vierde generatie werd verkocht van 1987-1995. Deze was als coupé en cabriolet verkrijgbaar.
- De vijfde generatie werd verkocht van 1990-1994. Deze was verkrijgbaar als sedan.

Huidige modellen:
Pacifica ·
Voyager / Town & Country
Recente modellen:
200 ·
300 ·
300M ·
Aspen ·
Cirrus ·
Concorde ·
Crossfire ·
Daytona ·
Dynasty ·
Imperial ·
Intrepid ·
LeBaron ·
LHS ·
Neon ·
New Yorker ·
Pacifica ·
Prowler ·
PT Cruiser ·
Saratoga ·
Sebring ·
Stratus ·
TC by Maserati ·
Vision
Historische modellen na de Tweede Wereldoorlog:
180 ·
300 ·
Avenger ·
Conquest ·
Cordoba ·
Fifth Avenue ·
Horizon ·
Laser ·
Newport ·
Royal ·
Sigma ·
Sunbeam ·
Turbine Car ·
Valiant ·
Windsor
Historische modellen voor de Tweede Wereldoorlog:
70 ·
72 ·
77 ·
Airflow ·
Airstream ·
Four ·
Six